# Codici postali della Grecia
Questa voce contiene l'elenco dei codici postali della Grecia.

## 100: Atene Area Metropolitana
- 100: Atene
- 101: Atene
- 102: Atene
- 103: Atene
- 104: Atene, zona sud-occidentale e Piazza Omonia
- 105: Atene, intorno alla sede della Banca Nazionale della Grecia e Kotzia Square, zona centrale
- 106: Atene, intorno via Panepistemiou, zona orientale
- 107: Atene
- 108: Atene
- 109: Atene
- 110: Atene
- 111: Atene, Galatsi (centro)
- 112: Atene
- 113: Atene
- 114: Atene, zona nord-orientale
- 115: Atene, Ampelokipoi, Psychiko
- 116: Atene, Metz
- 117: Atene
- 118: Atene
- 119: Atene
- 120: Atene
- 121: Atene, Peristeri
- 122: Atene, Aigaleo
- 123: Atene, Agia Varvara
- 124: Atene, Chaidari
- 125: Atene
- 126: Atene, Peristeri
- 127:
- 128:
- 129:
- 130:
- 131: Ilio
- 132: Petroupoli
- 133: Ano Liosia, Fyli
- 134: Kamaterò, Zefyri
- 135: Agioi Anargyroi
- 136: Acharnai
- 137:
- 138:
- 139:
- 140:
- 141: Heraklio, Lykovrysi
- 142: Nea Ionia
- 143: Nea Chalkidona, Nea Filadelfia
- 144: Metamorfosi
- 145: Agios Stefanos, Anixi, Dionysos, Drosia, Ekali, Kifissia, Kryoneri Kifissias, Rodopoli
- 146: Nea Erythraia
- 147:
- 148:
- 149:
- 150:
- 151: Maroussi, Pefki
- 152: Chalandri, Filothei, Nea Penteli, Penteli, Vrilissia
- 153: Agia Varvara, Anthoussa, Gerakas, Glyka Nera, Palini
- 154: Agia Paraskevi, Psychiko, Neo Psychiko
- 155: Cholargos
- 156: Papagos
- 157: Zografou, Università di Atene
- 158:
- 159:
- 160:
- 161: Kaisarianī
- 162: Vyronas
- 163: Īlioupolī
- 164: Argyroupoli
- 165:
- 166: Agios Kosmas, Glyfada, Voula, Vouliagmeni
- 167: Ellinikon, Vari
- 168:
- 169:
- 170:
- 171: Nea Smyrnī
- 172: Aigaleo, Dafni, Hymittos
- 173: Agios Dimitrios
- 174: Alimos
- 175: Palaio Faliro
- 176: Kallithea
- 177: Tavros
- 178:
- 179:
- 180:
  - 10: Egina
  - 20: Poros, Troizina
  - 30: Methana
  - 40: Hydra
  - 50: Spetses
- 181: Korydallos
- 182: Agios Ioannis Rentis
- 183: Moschato
- 184: Nikaia
- 185: Piraeus
- 186: Drapetsona
- 187: Keratsini
- 188: Perama
- 189: Salamina e Ampelakia Salaminas
- 190:
  - 01: Keratea
  - 02: Paeania
  - 03: Kouvaras, Markopoulo Mesogeias
  - 04: Spata-Loutsa
  - 05: Nea Makri
  - 06: Vilia
  - 07: Grammatiko, Marathon
  - 08: Erythres
  - 09: Pikermi, Rafina
  - 10: Kalyvia Thorikos
  - 11: Avlona, Malakasa
  - 12: Neos Peramos, Oinoi, Pyli
  - 13: Anavyssos, Palaia Fokaia
  - 14: Afidnes (Aphidnae), Kapandriti, Polydendri, Varnava
  - 15: Markopoulo Oropou, Oropos, Saronida, Skala Oropou, Sykamino
  - 16: Artemida
  - 17: Kalamos
- 191: Megara
- 192: Eleusi
- 194:
- 193: Aspropyrgos
- 195: Lavreotiki, Agios Konstantinos
- 196: Magoula, Mandra
- 197-199: omesso

## 200: Peloponneso e isole ioniche meridionali
- 200: Corinzia tranne Alea, Corinto, Loutraki, Sikyonies e Xylokastro
  - 01: Zefgolatio
  - 02: Velo
  - 03: Agioi Theodoroi
  - 04: Solygia
  - 05: Saronikos
  - 06: Vrachati, Assos
  - 07: Archaea Corinthia
  - 08: Tenea
  - 09: Evrostyni
  - 10: Isthmea
  - 11: Assos-Lechaio
  - 12: Lykoporia, Sarantapichiotika
  - 13: Kallithea
  - 14: Feneos
  - 15: Kryoneri
  - 16: Stymfalia
  - 17-99: omesso
- 201: Corinto
- 202: Sikyonies
- 203: Loutraki
- 204: Xylokastro
- 205: Alea, Nemea
- 206-209: omesso
- 210:
  - 00-50: omesso
  - 51: Ermioni
  - 52: Askilipo
  - 53: Nea Kios
  - 54: Nea Epidavros
  - 55: Midea
  - 56: Tolo
  - 57: Achladokampos
  - 58: Lyrkia
  - 59: Epidavros (Epidaurus)
  - 60: Asini
  - 61-99: omesso
- 211: Nauplia, Nea Tiryntha
- 212: Argos, Myli, Mycenae
- 213: Kranidi
- 214-219: omesso
- 220: 
  - 01: North Kynouria
  - 02: Levidi
  - 03: Lagkadia
  - 04: Kandela
  - 05: Mantineia
  - 06: Agios Andreas
  - 07: Dimitsaina
  - 08: Tropaia
  - 09: Agios Petros, Kserokambi
  - 10: Vytina
  - 11: Agia Barbara
  - 12: Tegea
  - 13: Elatos
  - 14: Kleitoros
  - 15: Kontovazena
  - 16: Skyritida
  - 17: Daras
  - 18: Eleochori
  - 19: Paralio Astros
  - 20: Kosmas
  - 21: Falaisia
  - 22: Gortynia
  - 23: omesso
  - 24: Stemnitsa
  - 25: Ano Karyes, Vastas
  - 26: Magouliana
  - 27: Valtesi
  - 28: Irea
  - 29: Apollonas
  - 30-99: non in uso
- 221: Tripoli, Grecia, Davia, Korynthos
- 222: Megalopoli
- 223-229: omesso
- 230:
  - 01-50: non in uso
  - 51: Skala
  - 52: Molai
  - 53: Via (Vatika), Elafonisos
  - 54: Farida
  - 55: Elos
  - 56: Asopos
  - 57: Krokees
  - 58: Geronthri
  - 59: Pellana
  - 60: Niata
  - 61: Smynos
  - 62: Oitylo
  - 63: Pyrgos Dirou
  - 64: Inountas
  - 65: unknown
  - 66: Mani orientale
  - 67: Karyes
  - 68: Zarakas
  - 70: Malvasia
  - 71: Penisola di Mani meridionale
  - 72 fino a 99 - non in uso
- 231: Sparta, Magoula, Mistrà, Therapni
- 232: Gytheio
- 233-239: omesso
- 240:
  - 01: Chiliochoria, Navarino
  - 02: Ithomi/Ithome, Meligala, Oichalia
  - 03: Aetos
  - 04: Corone
  - 05: Petalidi
  - 06: Modone
  - 07: omesso
  - 08: Andania
  - 09: Thouria
  - 10: Aipeia
  - 11: Dorio
  - 12: Aris
  - 13: Androusa
  - 14: Papaflessa, Voufrades
  - 15: Aristomenis
  - 16: Avia
  - 21: Avionas
  - 22: Lefkro
- 241: Calamata
- 242: Messene
- 243: Filiatra
- 244: Gargalianoi
- 245: Kyparissia
- 246: Nestoras
  - 247-249: omesso
- 250:
  - 01: Kalavryta
  - 02: Vrachneika e area
  - 03: Diakopto
  - 04: Paos, Dafni
  - 05: Movri
  - 06: Akrata
  - 07: Lefkasio
  - 08: Chalandritsa, Fares
  - 09: Erinaios
  - 10: Aigeira
  - 15: Erymanthia
  - 16: Aroania
- 251: Aigio, Rododafni
- 252: Kato Achaia, Comune di Dymi, Alissos, Olenia
- 253:
- 254:
- 255:
- 256:
- 257:
- 258:
- 259:
- 260:
- 261: Università di Patrasso, Patrasso (centro), Rio
- 262: Patrasso
- 263: Patrasso, Paralia
- 264:
- 265: Messatida area, Patrasso, Paralia
- 266: Patrasso
- 267:
- 268:
- 269:
- 270: Varda, Lampeia
  - 50: Arkoudi, Kastro, Sorgenti Termali di Kyllini, Vartholomio
  - 51: Andravida
  - 52: Vouprasia area, Lappa, Metochi, Larissos
  - 53: Lechaina
  - 54: Zacharo
  - 55: Skillounta
  - 56: Figaleia
  - 57: Tragano
  - 58-61: omesso
  - 61: Andritsaina, Ira
  - 62: Alifeira e Dafnoula
  - 63: Lampeia
  - 64: Oleni
  - 65: Archea Olympia
  - 66: Foloi
  - 68: Kastro-Kyllinis, Glyfa
  - 69: Pineia, zona orientale of Amaliada
- 271: Pyrgos e area, westcentral Ileia, Iardanos
- 272: Amaliada
- 273: Gastouni e Kalyvia
- 274-279: omesso
- 280: Fiskardo, Cefalonia orientale e settentrionale
  - 00-79: omesso
  - 80: Sami, Cefalonia orientale
  - 81: Pylaris, Fiskardo, Cefalonia settentrionale
  - 82: Cefalonia sudorientale
  - 83: Leivathos
  - 84:
  - 85: Erisos
  - 86: Poros area
  - 87-99: omesso
- 281: Argostoli e dintorni, gran parte di Cefalonia meridionale
- 282: Līxouri, Cefalonia occidentale
- 283: Itaca
- 284-289: omesso
- 290: Zakynthos tutta l'isola ad eccezione del comune e di Arkadii.
  - 90: Alykes, Zakynthos
  - 91: Elati, Zakynthos nord-occidentale
  - 92: Artemisii, Lagana, Zakynthos meridionale e occidentale
- 291: Zakynthos/Zante, Arkadii, Zakynthos orientale
- 292-299: omesso

## 300: Grecia Centrale, Isole Sporadi e Lefkada
- 300:
  - 01: Iniades
  - 02: Anaktorio
  - 03-04: omesso
  - 05: Thespies (Aitoloacarnania)
  - 06: Astakos
  - 07: omesso
  - 08: Thermo
  - 09: Fyties
  - 10: Paravola
  - 11: Arakynthos
  - 12: Kekropia
  - 13: omesso
  - 14: Chalkia
  - 15: Medeonas
  - 16: Menidi
  - 17: Inachio
  - 18: omesso
  - 19: Alyzia
  - 20: omesso
  - 21: Parakampylia
  - 23: Apodotia
  - 24-25: omesso
  - 26: Pyllini
- 301: Agrinio, Neapoli, Panaitoliko
- 302: Messolonghi, Antirrio
- 303: Nafpaktos
- 304: Aitoliko, Angelokastro
- 305: Amfilochia
- 306-309 - omesso
- 310: Lefkada
  - 80: Karya
  - 81: Kastos isola
  - 82: Vasiliki
  - 83: Meganissi
- 311: Ellomeno, Lefkada
- 312-319: omesso
- 320: Viotia
  - 01: Aliartos
  - 02: Thespies (Viotia), Vayia
  - 03: omesso
  - 04: Arachova
  - 05: Distomo
  - 06: omesso
  - 07: Koronia
  - 08: Dervenochori
  - 09: Schimatari
  - 10: Thisvi
  - 11: Oinofyta
- 321: Livadeia, Cheronia
- 322: Tebe, Akrefnio, Platies, Tanagra
- 323: Orchomenos
- 324-329: omesso
- 330: Phokida
- 330
  - 01-48: non in uso
  - 50: Desfina
  - 51: Parnassos
  - 52: Galaxidi
  - 53: Lidoriki
  - 54: Delfi
  - 55: non in uso
  - 56: Efpalio
  - 57: Gravia
  - 58: Tolofona
  - 59-60: non in uso
  - 61: Vardousia
  - 62: non in uso
  - 63: Kallii
- 64-99: non in uso
- 331: Amfissa
- 332: Itea
- 333-339: non in uso
- 340: Eubea
  - 01: Kafireas, Karystos
  - 02: Lilanti
  - 03: Kymi
  - 04: Kirea
  - 05: Elymnies
  - 06: Amarythos
  - 07: Skyros
  - 08: Eretria
  - 09: Avlona
  - 10: Nileas
  - 11: omesso
  - 12: Oraioi
  - 13: Marmari
  - 14: Dyrfios
  - 15: Styra
  - 16: Konistres
  - 17: Dystos
- 341 - Anthidonas, Avlida, Chalkida
- 342 - Artemisio, Istiea
- 343 - Aidipsos, Lichas Evvoias
- 344 - Messapioi
- 345 - Taminei
- 346 - Nea Artaki
- 347 - 349 - omesso
- 350: Fthiotis
  - 01 - Malesina
  - 02 - Amfiklia
  - 03 - Sperchiada
  - 04 - Elatia
  - 05 - Opuntioi
  - 06 - Agios Konstantinos
  - 07 - Dafnousia
  - 08 - Kamena Vourla
  - 09 - Molos
  - 10 - Anavra in Magnesia, Domokos, Ypati
  - 11 - Makrakomi
  - 12 - omesso
  - 13 - Pelasgia
  - 15 - Tithorea
  - 16 - Xyniada
  - 17 - Agios Georgios Tymfistos, Tymfistos
- 351 - Lamia, Gorgopotamos, Lianokladi, Pavlani, Thessaliotida
- 352 - Atalanti
- 353 - Stylida, Raches Stylidas
- 354 - 359 - omesso
- 360 - Euritania
  - 00 fino a 69 - non in uso
  - 70 - Aspropotamos
  - 71 - Frangista, Viniani
  - 72 - Aperantioi
  - 73 - Agrafa
  - 74 - Prousos
  - 75 - Potamia
  - 76 - Domnitsa
  - 77 fino a 79 - non in uso
  - 80 - Fourna, Ktimenioi
- 361 - Karpenisi
- 362 fino a 369 - non in uso
- 370 - Prefettura di Magnesia
  - 00 - non utilizzato
  - 01 - Zagora
  - 02 - Sciato
  - 03 - Sciato e Scopelo
  - 04 - non in uso
  - 05 - Alonneso
  - 06 - Argalasti e Lafkos
  - 07 - Pteleos
  - 08 - Sourpi
  - 09 - Trikeri
  - 10 - Afetes e Milea
  - 11 - Makrinitsa e Portaria
  - 12 - Tsangarada
  - 13 fino a 99 - non in uso
- 371 - Almyros
- 373 - Agria
- 374 - Nea Anchialos
- 375 - Feres, Karla
- 376 fino a 379 - non in uso
- 380 - Volos, zona centrale
- 381 - Volos
- 382 - Volos
- 383 - Nea Ionia
- 384 - Nea Ionia, zona centrale
- 385 - Artemida, Dimini, Iolkos e Keramidi
- 386 fino a 399 - non in uso

## 400: Tessaglia, Epiro e Corfù (inclusa Grevena sudorientale)
- 400 - Larissa tutta la prefettura, tranne la zona di Larissa
  - 01 - Antichasia
  - 02 - Livadi
  - 03 - Agia, Lakereia, Melivoia
  - 04 - Gonnoi, Ampelakia Larissas
  - 05 - Verdikousa
  - 06 - Makrychori, Nessonas
  - 07 - Evrymeni e Kato Olympos
  - 08 - non in uso
  - 09 - Platykampos
  - 10 fino a 99 - non in uso
- 401 - Tyrnavos, Avdelia, Smixi e Vlachogianni
- 402 - Elassona, Karya Olympou e Olympos
- 403 - Farsala, Enipeas, Kato Olympos, Narthaki
- 404 - Ampelonas
- 405 fino a 409 - non in uso
- 410 - Larissa
- 411 - Larissa
- 412 - Larissa
- 413 - Larissa
- 414 - Larissa
- 415 - suburban Larissa, Armenio, Giannouli, Koilada, Kileler, Lakeria, Nikaia Larissas
- 416 fino a 419 - non in uso
- 420 - Prefettura di Trikala
  - 01 fino a 29 - non in uso
  - 30 - Megala Kalyvia
  - 31 - Farkadona
  - 32 - Athikes, Pyli e Pyndei
  - 33 - Myrofyllo
  - 34 e 35 - non in uso
  - 36 - Kastania
  - 37 - Neraida, Messochora
  - 38 fino a 99 - non in uso
- 421 - Trikala, Estieotida, Faloria, Gomfi, Kallidendro, Koziakas, Palaiokastro, Paralithis, Pelineioi, Pialia e Aspropotamos
- 422 - Kalampaka
- 423 - Ichalia
- 424 fino a 429 - non in uso
- 430 - Karditsa, tranne Palamas e Sofades
  - 00 fino a 59 - non in uso
  - 60 - Mouzaki e Nevropoli Afragon
  - 61 - Pamisos
  - 62 - Fyllo
  - 63 - Tamasio
  - 64 - Ithomi
  - 65 - Argithea
  - 66 - Acheloos
  - 67 - Plastira
  - 68 - Rentina
  - 69 - Athamanio
  - 70 fino a 99 - non in uso
- 431 - Karditsa, Kallithiro, Kallifoni, Mitropoli
- 432 - Palamas
- 433 - Sofades, Kedros e Matarangas Karditsas
- 434 fino a 439 - non in uso
- 440 - Ioannina, tutta la prefettura tranne il comune omonimo
  - 01 - Pramanta, Kalarites e Matsouki
  - 02 - Delvinaki
  - 03 - Evrymena, Molossi e Zitsa
  - 04 - Ano Kalamas, Kalpaki
  - 05 - non in uso
  - 06 - Ano Pagoni
  - 07 - Kentriko Zagori
  - 08 - Fourka
  - 09 - Derviziana
  - 10 - Tymfi
  - 11 e 12 - non in uso
  - 13 - Katsanochoria
  - 14 - Vovousa
  - 15 - Aetomilitsa e Mastorochoria
  - 16 - Papingo
  - 17 e 18 - non in uso
  - 19 - Palaioseli-Distratou
  - 20 fino a 99 - non in uso
- 441 - Konitsa
- 442 - Metsovo, Mikro Peristeri e Milea
- 443 fino a 449 - non in uso
- 450 - Ioannina
- 451 - Ioannina
- 452 - Ioannina e Sirako
- 453 - Ioannina
- 454 - Ioannina
- 455 - Agios Dimitrios, Anatoli, Anatoliki Zagori, Bizani, Dodona, Ekali, Ioannina isola, Pamvotida, Pasaronas, Perama, Sella e Tzoumerka
- 456 fino a 459 - non in uso
- 460 - Thesprotia, excl. Igoumenitsa
  - 00 fino a 29 - non in uso
  - 30 - Margariti
  - 31 - Acherontas abd Samonida-Glykis
  - 32 fino a 99 - non in uso
- 461 - Igoumenitsa, Paraoptamos, Perdika e Syvpotes
- 462 - Paramythia
- 463 - Filiates e Sagiada
- 464 fino a 469 - non in uso
- 470 - Arta
  - 01 fino a 39 - non in uso
  - 40 - Kompoti
  - 41 - Arachtos
  - 42 - Filothei
  - 43 - Agnanta
  - 44 - Iraklia
  - 45 - Athamania e Theodoriana
  - 46 - non in uso
  - 47 - Tetrafylia
  - 48 - Georgios Karaiskakis
  - 49 - non in uso
  - 50 fino a 99 - non in uso
- 471 - Arta, Anvrakikos, Kommeno, Melisourgi e Vlacherna
- 472 - Peta
- 473 fino a 479 - non in uso
- 480 - Preveza, Zallogo
  - 01 fino a 59 - non in uso
  - 60 - Parga
  - 61 - Louros
  - 62 - Fanari
  - 63 fino a 99 - non in uso
- 481 - Preveza
- 482 - Anogio, Ammotopos, Filippiada e Vathypedo
- 483 - Kranea, Thesprotiko
- 484 fino a 489 - non in uso
- 490 - Prefettura di Corfù
  - 00 fino a 79 - non in uso
  - 80 - Korissi e Lefkimmi
  - 81 - Esperii, Melitiis
  - 82 - Paxò
  - 83 - Agios Georgios, Feakes, Palaiokastritsa
  - 84 - Achiliis
  - 95 fino a 99 - non in uso
- 491 - Corfù, Erikoussa, Kassiopi, Mathraki, Othonas, Parelii e Thinalio
- 492 fino a 499 - non in uso

## 500: Macedonia Centrale, Nordoccidentale, Occidentale e Meridionale (esclusa Grevena sudorientale)
- 508 - Prefettura di Kozani
  - 01 - Neapoli
  - 02 - Tsotyli
  - 03 - Askio
  - 04 - Aiani o Aiane
  - 05 - Mouriki
  - 06 - Komnina
  - 07 - Arrernes e Pentalofos
  - 08 - non in uso
  - 09 - Vlasti o Blasti
  - 10 - Elimeia
  - 11 fino a 99 - non in uso
- 501 - Kozani e Koilada
- 502 - Ptolemaida, Agia Paraskevi e Dimitrios Ypsilantis
- 503 - Siatista
- 504 - Velventos
- 505 - Servia, Kamvounia e Livadero
- 506 fino a 509 - non in uso
- 510 - small parts of the Grevena area
  - 01 fino a 29 - non in uso
  - 30 - Irakliotes
  - 31 - non in uso
  - 32 - Mesolouri
  - 33 fino a 99 - non in uso
- 511 - Grevena, Chasia, Dotsiko, Filippei, Gorgiani, Kosmas Aitolos, Perivoli, Samarina, Theodoros Ziakas e Ventzio
- 512 - Deskati
- 513 fino a 519 - non in uso
- 520 - most of the Kastoria area
  - 01 fino a 49 - non in uso
  - 50 - Kastraki
  - 51 - Nestorio
  - 52 - Agioi Anargyroi
  - 53 - Ionas Dragoumis
  - 54 - Kleisoura
  - 55 - Korestia
  - 56 - Makendes
  - 57 - non in uso
  - 58 - Akrites e Aliakmonas
  - 59 - Vitsi
  - 60 fino a 69 - non in uso
- 521 - Kastoria e Agia Triada
- 522 - Orestida
- 523 fino a 529 - non in uso
- 530 - most of the Florina area
  - 01 thry 69 - non in uso
  - 70 - Filotas
  - 71 - Meliti
  - 72 - non in uso
  - 73 - Lechovo
  - 74 - non in uso
  - 75 - Aetos
  - 76 - non in uso
  - 77 - Krystallopigi e Prespes
  - 78 - Nymfaio
  - 79 fino a 99 - non in uso
- 531 - Florina, Kato Klines e Perasma
- 532 - Amyntaio
- 533 fino a 539 - non in uso
- 540 - Salonicco
- 541 - Salonicco
- 542 - Salonicco
- 543 - Salonicco
- 544 - Salonicco
- 545 - Salonicco, Kallithea Mygdonia
- 546 - Salonicco
- 547 - Salonicco
- 548 - Salonicco
- 549 - Salonicco
- 550 - Salonicco
- 551 - Salonicco, Kalamaria
- 552 - Salonicco, Panorama e Pylea
- 553 - Salonicco, Triandria
- 554 - Salonicco, Agios Pavlos
- 555 - Salonicco, zona orientale
- 556 - Salonicco, zona orientale
- 557 - Salonicco, zona orientale
- 558 - Salonicco
- 559 - Salonicco
- 560 - Salonicco, zona settentrionale
- 561 - Ampelokipoi, Menemeni
- 562 - Eleftherios-Kordeli, Evosmos e Neapoli
- 563 - Salonicco
- 564 - Efkarpia e Stavroupoli
- 565 - Polychni
- 566 - Sykies
- 567 - Salonicco area
- 568 - Salonicco area
- 569 - Salonicco
- 570 - Prefettura di Salonicco tranne for the Salonicco Metropolitan Area
  - 01 - Thermis e Pikrolimni
  - 02 - non in uso
  - 03 - Agios Athanasios
  - 04 - Michaniona
  - 05 - Sochos
  - 06 - Vasilika
  - 07 - Chalkidona
  - 08 - Echedoro
  - 09 - non in uso
  - 10 - Chortiati, Pefka e Rentina Saloniccos
  - 11 - non in uso
  - 12 - Kallindi e Koronia
  - 13 - Oraiokastro
  - 14 - Lachana, Madytos
  - 15 - Apollonia
  - 16 fino a 18 - non in uso
  - 19 - Thermaikos
  - 20 - non in uso
  - 21 - Asprovalta
  - 22 fino a 99 - non in uso
- 571 - Thermi, Koufalia
- 572 - Lagkada, Assiros e Vertiskos
- 573 - Chalastra, Kymira e Profiti
- 574 - non in uso
- 575 - Mikra
- 576 fino a 579 - non in uso
- 580 - Prefettura di Pella
  - 01 - non in uso
  - 02 - Arnissa, Panagitsa
  - 03 - non in uso
  - 04 - Exaplatanos
  - 05 - Pella
  - 06 fino a 99 - non in uso
- 581 - Giannitsa e Kyrros
- 582 - Edessa
- 583 - Megas Alexandros nad Krya Vrysi
- 584 - Aridaia
- 585 - Skydra abd Meniida
- 586 fino a 589 - non in uso
- 590 - Prefettura Imathia
  - 01 fino a 30 - non in uso
  - 31 - Meliki e Vergina
  - 32 - Platy
  - 33 - Apostolos Pavlos
  - 34 - Eirinoupoli
  - 35 - Anthemia
  - 36 fino a 99 - non in uso
- 591 - Veria (Verroia), Kavasila Imathias, Dovras e Makedonida
- 592 - Naoussa
- 593 - Alexandria
- 594 fino a 599 - non in uso

## 600: Macedonia Centrale, Orientale, Settentrionale, Meridionale e Tracia
- 600 - Pieria area
  - 01 fino a 60 - non in uso
  - 61 - Kolindros
  - 62 - Korinos
  - 63 - Anatolikos Olympos
  - 64 - Pydna
  - 65 - non in uso
  - 66 - Metone
  - 67 fino a 99 - non in uso
- 601 - Kallithea, Katerini, Konatariotissa, Paralia, Petra e Pieries
- 602 - Litochoro
- 603 - Aiginio
- 610 - Prefettura di Kilkis
  - 01 - non in uso
  - 02 - Cherso e Evropos
  - 03 - zona settentrionale includente Doirani e Mouries
  - 04 fino a 99 - non in uso
- 611 - Kilkis, Gallikos e Krousi
- 612 - Polykastro
- 613 - Goumenissa
- 614 - Axioupoli e Livadia
- 615 fino a 619 - non in uso
- 620 - Prefettura di Serres
  - 01 fino a 40 - non in uso
  - 41 - Amfipooli e Rodolivos
  - 42 - Nea Zichni
  - 43 - Petritsi
  - 44 - non in uso
  - 45 - Alistrati
  - 46 - Emmanouil Pappas
  - 47 - Kormista e Proti (Serres)
  - 48 - non in uso
  - 49 - Traglio
  - 50 e 51 - non in uso
  - 52 - Kerkini
  - 53 - non in uso
  - 54 - Strymoniko
  - 55 fino a 99 - non in uso
- 621 - Serres, Ano Vrontades, Kapetan Mitrousi, Lefkona, Oreini, Skotoussa, Skoutari e Stromona
- 622 - Nigrita, Sitochori e Visaltia
- 623 - Sidirokastro, Achladochori Sidirokastrou, Angistro e Promachona
- 624 - Heraklia
- 625 fino a 629 - non in uso
- 630 - Chalkidiki tutta la prefettura tranne Polygyros e Nea Moudania
  - 01 fino a 70 - non in uso
  - 71 - Ormylia
  - 72 - Toroni
  - 73 - Anthemounta
  - 74 - Zervochoria
  - 75 - Stagira-Akanthos
  - 76 - Panagia
  - 77 - Kassandreia
  - 78 - Agios Dimitrios
  - 79 - Triglia
  - 80 - Nea Kallikrateia
  - 81 - Nea Marmara
  - 82 fino a 84 - non in uso
  - 85 - Pallini
  - 86 e 87 - non in uso
  - 88 - Sithonia
  - 89 fino a 99 - non in uso
- 631 - Polygyros
- 632 - Nea Moudania including Potidaea
- 633 fino a 639 - non in uso
- 640 - Prefettura di Kavala
  - 01 - Pangaio
  - 02 - non in uso
  - 03 - Filippi
  - 04 - Thasos
  - 05 e 06 - non in uso
  - 07 - Eleftheres
  - 08 - Orfani e Pieris
  - 09 - Oreini
  - 10 - Thasos
  - 11 - Keramoti
- 641 - Eleftheroupoli
- 642 - Chrysoupoli
- 643 fino a 649 - non in uso
- 650 - Kavala
- 651 - Kavala
- 652 - Kavala
- 653 - Kavala
- 654 - Kavala (centro)
- 655 - Kavala
- 656 fino a 659 - non in uso
- 660 - Prefettura di Drama
  - 00 fino a 30 - non in uso
  - 31 - Kalampaki
  - 32 - Paranesti
  - 33 - Kato Nevrokopi
  - 34 - Sitagiri
  - 35 - non in uso
  - 37 - Nikiforos
  - 38 - Sidironeri
  - 39 fino a 99 - non in uso
- 661 - Drama
- 662 - Prostotsani
- 663 - Doxato
- 664 fino a 669 - non in uso
- 670 - Xanthi
- 00 fino a 60 - non in uso
  - 61 - Avrira
  - 62 - Stavroupoli
  - 63 - non in uso
  - 64 - Vistonida
  - 65 fino a 69 - non in uso
- 671 - Xanthi, Myki e Selero
- 672 - Topiros
- 673 - Kotyli, Satres e Thermes
  - 674 fino a 679 - non in uso
- 680 - Prefettura di Evros
  - 01 - Samothrace o Samothraki
  - 02 - non in uso
  - 03 - Tychero
  - 04 - Orfeas
  - 05 - Kyprinos
  - 06 - non in uso
  - 07 - Trigono
  - 08 e 09 - non in uso
  - 10 - Metaxades
- 681 - Alexandroupoli
- 682 - Orestiada
- 683 - Didymoteicho
- 684 - Soufli
- 685 - Feres
- 686 fino a 690 - non in uso
- 691 - Komotini, Aigiros, Fylira e Neo Sidirochori
- 692 - Iasmos, Amaxades e Sostis
- 693 - Sapes, Kechro e Ariana
- 694 - Maroneia
- 695 - Organi
- 696 fino a 699 - non in uso

## 700: Creta
- 700 - Candia
  - 01 - Krousonas
  - 02 - Heraklio
  - 03 - Heraklio
  - 04 - Heraklio
  - 05 - Kera
  - 06 - Kastelli
  - 07 - Malia, Stalida
  - 08 - Heraklio
  - 09 - Heraklio
  - 10 - Heraklio
  - 11 - Heraklio
  - 12 - Heraklio
  - 13 - Heraklio
  - 14 - Heraklio
  - 15 - Heraklio
  - 16 - Heraklio
  - 17 - Gergeri
  - 18 fino a 99 - non in uso
- 701 - Acharnes Irakliou
- 702 - Heraklio
- 703 - Heraklio
- 704 - Heraklio
- 705 fino a 720 - non in uso
- 721 - Lasithi, Agios Nikolaos
- 730 - Prefettura di Chania
  - 01 - Gozzo e Paleochora
  - 02 - Voukoulies
  - 03 - Armenoi, Kalives, Samaria
  - 04 - Kantanos
  - 05 - Mousouri
  - 06 - Fres e Kolymvari
  - 07 - Georgioupolis e Kryonerida
  - 08 - Vamos
  - 09 - Anatolikos Selinos
  - 10 - Chania
  - 11 - Sfakia
  - 12 - non in uso
  - 13 - Oinachori
  - 14 fino a 99 - non in uso
- 731 - La Canea, Akrotiri, Keramioi, Nea Kydonia, Platanias, Therissos
- 732 - Suda
- 733 - Eleftherios Venizelos
- 734 - Kissamos
- 735 fino a 739 - non in uso
- 740 - Retimo, tutta la prefettura tranne Asi Gonias
  - 55 - Asi Gonias
- 741 - Retimo/Rethymno

## 800: Kythira e Isole Egadi
- 801 - Cerigo, Cerigotto
- 810 - non in uso
- 811 - Lesbo tutta l'isola tranne Atsiki e Eressos-Antissi
  - 00 - Mytilene
  - 01 - Agiassos
  - 02 - Agia Paraskevi
  - 03 - Antissa, Pedino, Pohis isola
  - 04 - Mantamados
  - 05 - Evergetoulas
  - 06 - Skopelos
  - 07 - Kalloni
  - 08 - Argennos, Euthalou, Lepetymnos, Mithymna, Vafeios
  - 09 - Petra
  - 10 - Archaea Antissa, Gavathas, Chidira, Kampos, Kalo Limani, Lygeri, Pterounta, Reuma, Skalohori, Tzithra, Vatoussa
  - 11 - Marmaro Geras, Perama, Pyrgoi Mesagrou
  - 12 - Nisiopi, Sigri
  - 13 - Anemotia, Kehrada, Filia
  - 14 fino a 99 - non in uso
- 812 - Plomari
- 813 - Polychnos
- 814 - Lemnos isola including Atsiki e Eressos-Antissi
  - 00 - Myrina e Nea Koutali
  - 01 - Atsiki, Eressos-Antissi e Moundros
- 815 - Agios Evstratios
- 816 fino a 820 - non in uso
- 821 - Chio isola
  - 00 - Chio, Agias Mimas, Ionia e Kampochora
  - 01 - non in uso
  - 02 - Masticochora
  - 03 - Amani e Oinousses
  - 04 - Psara
  - 05 fino a 99 - non in uso
- 822 - Vrontados
- 823 fino a 830 - non in uso
- 831 - Samos isole
  - 00 - Vathy o Samos
  - 01 - non in uso
  - 02 - Marathokampos
  - 03 - Pythagoreio
- 832 - Karlovassi
- 833 - Icaria
  - 00 - Agios Kyrikos
  - 01 - Fournos Korseon e Raches
  - 02 - Evdilos
- 840 - Cicladi
  - 01 - Ios
  - 02 - Kea e Serifos
  - 03 - Sifnos
  - 04 - Kimolos
  - 05 - Livadi
  - 06 - Kynthos, Mykonos
  - 08 - Amorgos
  - 09 fino a 99 - non in uso
- 841 - Syros incluse Ermoupoli, Ano Syros e Episkopi Posidonias
- 842 - Tinos inclusa Exomvourga
- 843 - gran parte di Nasso
  - 02 - Chalkio
  - 03 fino a 99 - non in uso
- 844 - Paros
- 845 - Andros
  - 01 - Idroussa
  - 02 - Korthio
  - 03 fino a 99 - non in uso
- 846 - Mykonos
- 847 - Santorini inclusa Thira
- 848 - Milo
- 840 - non in uso
- 850: Dodecaneso
  - 01 - Leipsoi
  - 02 - Piscopi
- 851: Rodi Città
  - 01 - Agathonissi e Ialyssos
  - 02 - Archangelos
  - 03 - Afantou
  - 04 - Petaloudes
  - 05 - Kallithea
  - 06 - Kameiros
  - 07 - Lindo
  - 08 - Agios Isidoros, Embonas, Kameiros Skala
  - 09 - Attavyros e Notia Rodos
  - 10 - Calchi
  - 11 - Castelrosso
- 852 - Calino
- 853 - Dikaio
  - 00 - Coo
  - 01 - Kos
  - 02 - Iraklidis
  - 03 - Nisiro
- 854 - Lero
- 855 - Patmo
- 856 - Simi
- 857 - Scarpanto
- 858 - Caso
- 859 - Stampalia
- 860 fino a 899 - non in uso
- I codici della serie 900 sono omessi.